# Piła Fabryczna
Piła Fabryczna – przystanek osobowy w Pile zlokalizowany w dzielnicy Zamość na ulicy fabrycznej. Otwarcie przystanku nastąpiło 10 marca 2024 roku.